# Децим Юній Сілан (перекладач)
Децим Юній Сілан (лат. Decimus Iunius Silanus; близько 210 до н. е. — після 146 до н. е.) — давньоримський перекладач, мовознавець часів Римської республіки.

## Життєпис
Походив з роду нобілів Юніїв. Син Марка Юнія Сілана, префекта союзників 196 року до н. е. Відмовився від політичної кар'єри. З часом став одним з шанованих спеціалістів Риму з карфагенської мови та літератури. Після захоплення у 146 році до н. е. Карфагену до рук римлян потрапили книги з карфагенських бібліотек. Того ж року очолив комісію, створену за постановою сенату для перекладу латиною трактату Магона про сільське господарство з 28 книг. Усиновив сина Тита Манлія Торквата, консула 165 року до н. е. Про подальшу долю немає відомостей.